# Elizabeth Sakellaridou
Elizabeth Sakellaridou, född 1950, är en grekisk författare och forskare med expertis inom brittisk litteratur och dramatik, främst dramatikern Harold Pinter. Engagerad vid English School of Aristotle University/Panepistimio Aristotelis, University of Leeds och University of London.